# تیت علیا
تیت علیا، روستایی از توابع بخش مرکزی شهرستان سردشت استان آذربایجان غربی ایران است.
این روستا جنوبی ترین نقطه استان آذربایجان غربی از لحاظ مختصات جغرافیایی و مسکونی بودن است.

## جمعیت
این روستا در دهستان آلان قرار داشته و بر اساس سرشماری سال ۱۳۹۵ جمعیت آن ۶۵ نفر (۱۳ خانوار)
بوده‌است.